# رضا رویگری
رضا رویگری (زادهٔ ۶ دی ۱۳۲۵) بازیگر سینما، تلویزیون، تئاتر و خواننده اهل ایران است. از آثار مهم او بازی در مجموعه‌های تلویزیونی مختارنامه (۱۳۸۹) در نقش کیسان ابوعمره و به کجا چنین شتابان (۱۳۸۸–۱۳۸۷) در نقش «فریدون احتشام» می‌باشد.
او فعالیت حرفه‌ای خود را در اواخر دههٔ ۱۳۴۰ آغاز کرده و در سینما، تلویزیون و تئاتر پرکار بوده است. او همچنین خوانندهٔ سرود «الله الله» در اوایل انقلاب ۱۳۵۷ است. رویگری برای بازی در بوتیک (۱۳۸۲) نامزد دریافت تندیس زرین بهترین بازیگر نقش مکمل مرد جشن سینمای ایران شد.

## زندگی
رضا رویگری ۶ دی ۱۳۲۵ در منطقه تجریش تهران به دنیا آمد. او دوران تحصیلات را در تجریش به پایان رساند. رویگری به خلبانی علاقه‌مند بود و دوبار امتحان داد اما پذیرفته نشد. او سپس وارد حرفه نقاشی شد و با نمایش ویس و رامین به کارگاه نمایشی پیوست.
حاصل ازدواج نخست رویگری، پسری به نام کیارش است که در ۱۳۵۳ به دنیا آمد. رویگری در سال ۱۳۹۱ با تارا کریمی ازدواج کرد.

### بیماری
در سال ۱۳۹۳ رسانه‌های ایران اعلام کردند که رضا رویگری سکته کرده و به دلیل از کار افتادن بعضی از اعضای بدن، نیازمند مراقبت و مجبور به فیزیوتراپی است. او در این مدت کمتر در سینما و تلویزیون بازی کرده و چند بار هم در بیمارستان بستری و تحت مداوا قرار گرفته است و در آسایشگاه کهریزک به سر می‌برد. او گفته بود در ایام بیماری برخی از جمله یکی از همکارانش بسیاری از اموال او و سکه‌هایش را گرفته‌اند و خانه‌ای ندارد و اجاره‌نشین است و به دلیل بیماری و پیشنهاد نشدن کار سینمایی توان پرداخت هزینه‌های زندگی را ندارد.
در اوایل اردیبهشت ۱۴۰۱ نیز با انتشار کلیپی از اسکان اجباری در خانه سالمندان کهریزک توسط همسرش خبر داد و از دوستان، طرفداران و مردم درخواست کمک کرد. تصویری منتشر شده که گروهی به او می‌گویند خانه‌ای با یک پرستار اختصاصی برای او آماده کرده‌اند.

### انتقاد به نقش فروشی در سینما
بهمن ۱۴۰۰ رضا رویگری در گفت‌وگو با ایسکانیوز به فروش نقش‌ها در سینما اعتراض کرد و گفت: «باید به این نتیجه برسیم که هنر فروشی نیست. کسی که با خرید نقش بازیگر می‌شود به جایی راه نمی‌برد؛ چراکه تا در حرفه بازیگری تجربه نداشته باشی و برایش زحمت نکشی عاقبتی ندارد؛ اما عده‌ای از این کار پول درمی‌آورند و کسب درآمد می‌کنند.»

## بازیگری
رویگری کار بازیگری را از سال ۱۳۴۸ بیشتر در تئاتر آغاز کرد. در سال ۱۳۵۷ هنگام بازی در نمایشی از بیژن مفید، فریدون خشنود که آهنگساز آن نمایش بود با رویگری تماس گرفت و از او خواست سرودی برای روزهای انقلاب و صدای الله‌اکبر بر بام‌های تهران بخواند.
رویگری در دهه‌های ۱۳۶۰ و ۱۳۷۰ در فیلم‌های مطرحی چون اجاره‌نشین‌ها، عقاب‌ها، و یوزپلنگ، کانی مانگا، و بوتیک بازی کرد. در تلویزیون نیز در برنامه‌هایی مانند محله برو بیا و محله بهداشت به چهره‌ای آشنا برای مردم تبدیل شد.

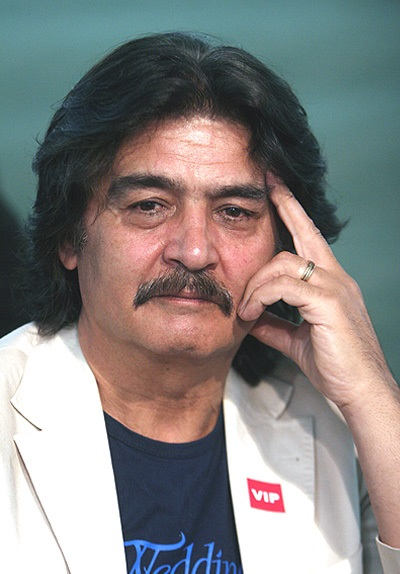
رویگری در دهمین جشن حافظ، ۱۳۸۶

رویگری در اواخر دهه ۱۳۸۰ و در دهه ۱۳۹۰ در فیلم‌های پرحاشیه بازی کرد. رویگری بدون توضیح دلیل گفته بود که پس از بازی در سریال مختارنامه برای چهار سال در تلویزیون ممنوع التصویر بوده است.

## خوانندگی
رویگری خوانندهٔ موسیقی متن فیلم سینمایی ساعت فاجعه در سال ۱۳۵۱ را برعهده داشته است. رویگری سه آلبوم موسیقی با نام‌های از عشق گفتن و غوغا و کازابلانکا به بازار هنر عرضه کرده است.
وی همچنین، خوانندهٔ سرود «ایران ایران ایران» (الله الله) در ابتدای انقلاب ۱۳۵۷ است. در بهمن ۱۴۰۰ اعلام شد که رضا رویگری به مناسبت سالگرد انقلاب ۱۳۵۷ روز ۲۲ بهمن سرود «الله الله» (ایران ایران ایران) را همراه با ارکستر صبا به رهبری داوود صبا و گروه کر، در پهنه رودکی اجرا خواهد کرد. اما به دلیل بیماری وی این اجرا تنها با بدرقه او انجام شد.

## نقاشی
رویگری همچنین در حرفهٔ نقاشی نیز فعال بوده و در نمایشگاه‌هایی در ایران و آمریکا آثارش را به نمایش گذاشته است. او در سال ۱۳۷۶ نقاشی‌های خود را با برگزاری نمایشگاه بین‌المللی نقاشی به نمایش گذاشت.

## فیلم‌شناسی

### سینما
- شادروان (۱۴۰۰)
- هرماس (۱۳۹۹)
- دختران هم می‌میرند (۱۳۹۸)
- زهرمار (۱۳۹۷)
- به وقت طلاق (۱۳۹۷)
- لازانیا (۱۳۹۶)
- همه چی عادیه (۱۳۹۵)
- خوب، بد، جلف (۱۳۹۴)
- فیلسوف‌های احمق (۱۳۹۴)
- رفقای خوب (۱۳۹۳)
- دوربین (۱۳۹۳)
- سکه (۱۳۹۳)
- ۳۶۰ درجه (۱۳۹۳)
- باورم کن (۱۳۹۳)
- قرار بعدی همان‌جا (۱۳۹۲)
- شاباش (۱۳۹۱)
- چهارباندی (۱۳۹۱)
- گناهکاران (۱۳۹۰)
- راه بهشت (۱۳۹۰)
- صداست که می‌ماند (۱۳۹۰)
- یک داستان عاشقانه (۱۳۹۰)
- اخراجی‌ها ۳ (۱۳۸۹)
- شور شیرین (۱۳۸۸)
- زمهریر (۱۳۸۸)
- پشت در خبری نیست (۱۳۸۸)
- موج سوم (۱۳۸۷)
- چشمک (۱۳۸۷)
- دل شکسته (۱۳۸۶)
- قرنطینه (۱۳۸۶)
- مجنون لیلی (۱۳۸۶)
- جنایت و جنحه (۱۳۸۴)
- ستاره‌ها ۱: ستاره می‌شود (۱۳۸۴)
- بوتیک (۱۳۸۲)
- شک (۱۳۸۰)
- مسافر ری (۱۳۷۹)
- جوانی (۱۳۷۷)
- شیخ مفید (۱۳۷۴)
- بلوف (۱۳۷۲)
- آلما (۱۳۷۱)
- خوش خیال (۱۳۷۱)
- طعمه (۱۳۷۱)
- ماه عسل (۱۳۷۱)
- مردی در آینه (۱۳۷۱)
- افسانه مه پلنگ (۱۳۷۰)
- خانه خلوت (۱۳۷۰)
- دیدار در استانبول (۱۳۷۰)
- آخرین مهلت (۱۳۶۹)
- دخترم سحر (۱۳۶۸)
- رانده شده (۱۳۶۸)
- شب بیست و نهم (۱۳۶۸)
- وسوسه (۱۳۶۸)
- شاخه‌های بید (۱۳۶۷)
- سرزمین آرزوها (۱۳۶۷)
- غریبه (۱۳۶۶)
- کانی مانگا (۱۳۶۶)
- اجاره‌نشین‌ها (۱۳۶۵)
- یوزپلنگ (۱۳۶۴)
- عقاب‌ها (۱۳۶۳)

### تلویزیون
| سال        | نام                                      | سمت    | کارگردان                  | توضیحات                                                                 |
| ---------- | ---------------------------------------- | ------ | ------------------------- | ----------------------------------------------------------------------- |
| درحال ساخت | سلمان فارسی                              | بازیگر | داوود میرباقری            | شبکه ۱                                                                  |
| ۱۴۰۰       | برف بی صدا می‌بارد                        | بازیگر | پوریا آذربایجانی          | شبکه۳                                                                   |
| ۱۳۹۵       | تله فیلم میان بر                         | بازیگر | احمد معظمی                | شبکه خانگی                                                              |
| ۱۳۹۴–۱۳۹۵  | تله‌فیلم «شوکا»                           | بازیگر | شهرزاد سالمی              |                                                                         |
| ۱۳۹۴       | تله‌فیلم «دو خواستگار»                    | بازیگر | علیرضا اتفاقیان           |                                                                         |
| ۱۳۹۴       | تله فیلم پایان یک کابوس                  | بازیگر | سامان ناصری               | شبکه خانگی                                                              |
| ۱۳۹۴       | آقا و خانم سنگی                          | بازیگر | شاهد احمدلو               | شبکه ۳                                                                  |
| ۱۳۹۴       | تنهایی لیلا                              | بازیگر | محمدحسین لطیفی            | شبکه ۳                                                                  |
| ۱۳۹۴       | تله فیلم خط آبی                          | بازیگر | امین رنجبر                | شبکه خانگی                                                              |
| ۱۳۹۳       | مسابقه ستاره بیست                        | داور   | فاطمه ثمرقندی             | شبکه نمایش رضا رویگری یکی از ۸ داور این مسابقه بود.                     |
| ۱۳۹۳       | تله فیلم سکه                             | بازیگر | حسن حج گذار               | شبکه خانگی                                                              |
| ۱۳۹۳       | تله فیلم پازل                            | بازیگر | سامان ناصری               | شبکه خانگی                                                              |
| ۱۳۹۳       | تله‌فیلم «سراب»                           | بازیگر | سعید چاری                 |                                                                         |
| ۱۳۹۳       | آخرین بازی                               | بازیگر | حسین سهیلی زاده           | شبکه ۵                                                                  |
| ۱۳۹۳       | مدینه                                    | بازیگر | سیروس مقدم                | رمضان ۱۳۹۳ - شبکه ۱                                                     |
| ۱۳۹۲       | معراجی‌ها                                 | بازیگر | مسعود ده نمکی             | نسخه سینمایی آن در آذر ۹۲ منتشر شد.                                     |
| ۱۳۹۲       | تله‌فیلم «دهه شصتی‌ها»                     | بازیگر | سعید چاری                 | شبکه خانگی                                                              |
| ۱۳۹۲       | زمانی برای عاشقی                         | بازیگر | محمدحسین لطیفی            | شبکه ۵                                                                  |
| ۱۳۹۲       | تله‌فیلم «شکفتن»                          | بازیگر | جهانبخش سلطانی            |                                                                         |
| ۱۳۹۲       | تله‌فیلم «آقای عبدی نسب و بانو»           | بازیگر | حمید اکرمی                |                                                                         |
| ۱۳۹۲       | تله‌فیلم «صندلی چهارساله»                 | بازیگر | محسن توکلی                | در آغاز، «مصائب یک نامزدی» نام داشت.                                    |
| ۱۳۹۲       | تله‌فیلم «سه قدم تا حماسه»                | بازیگر | امیرعلی محمدی             | شبکه ۱                                                                  |
| ۱۳۹۱–۱۳۹۲  | تله‌فیلم «دونده»                          | بازیگر | اصغر هاشمی                |                                                                         |
| ۱۳۹۱       | تله‌فیلم «سرانجام»                        | بازیگر | احمد معظمی                |                                                                         |
| ۱۳۹۱       | تله‌فیلم «شاعر و برادران»                 | بازیگر | عباس مرادیان              | شبکه ۳                                                                  |
| ۱۳۹۰       | تله‌فیلم «منطق عفونی»                     | بازیگر | محسن افشانی               | پخش در شبکه خانگی                                                       |
| ۱۳۹۰       | سه، پنج، دو                              | بازیگر | حسین سهیلی‌زاده            | شبکه ۵                                                                  |
| ۱۳۸۳–۱۳۸۹  | مختارنامه                                | بازیگر | داود میرباقری             | در نقش «کیسان ابوعمره» سردار سپاه ایرانی/ سال ۸۹ و ۹۰ از شبکه ۱ پخش شد. |
| ۱۳۸۹       | موج و صخره                               | بازیگر | مجید صالحی                | در نوروز ۱۳۹۰ از شبکه ۵ پخش شد.                                         |
| ۱۳۸۹       | ملکوت                                    | بازیگر | محمدرضا آهنج              | در رمضان ۱۳۸۹ از شبکه ۲ پخش شد.                                         |
| ۱۳۸۸–۱۳۸۹  | دارا و ندار                              | بازیگر | مسعود ده‌نمکی              | در نوروز ۱۳۸۹ از شبکه ۵ پخش شد.                                         |
| ۱۳۸۸       | تاوان                                    | بازیگر | شهرام شاه‌حسینی            | شبکه ۳                                                                  |
| ۱۳۸۸       | تله‌فیلم «تشخیص هویت»                     | بازیگر | مهدی برقعی                | شبکه ۱                                                                  |
| ۱۳۸۸       | سال‌های مشروطه                            | بازیگر | محمدرضا ورزی              | شبکه ۳ / در نقش «کریم دواتگر» و «میرزای آشتیانی»                        |
| ۱۳۸۸       | به کجا چنین شتابان                       | بازیگر | ابوالقاسم طالبی           | شبکه ۵                                                                  |
| ۱۳۸۸       | تله‌فیلم «برگ و باد»                      | بازیگر | ایلیا منفرد               |                                                                         |
| ۱۳۸۸       | تله‌فیلم «سرقت»                           | بازیگر | جواد مزدآبادی             |                                                                         |
| ۱۳۸۷       | تله‌فیلم «خواب برفی»                      | بازیگر | رضا قویدل                 | شبکه ۵                                                                  |
| ۱۳۸۷       | عملیات ۱۲۵ - سری اول                     | بازیگر | بهروز افخمی راما قویدل    | شبکه ۵                                                                  |
| ۱۳۸۷       | تله‌فیلم «سرشاخ»                          | بازیگر | محمود معظمی               | شبکه ۳                                                                  |
| ۱۳۸۷       | تله‌فیلم «مرد»                            | بازیگر | سیروس الوند               | شبکه ۳                                                                  |
| ۱۳۸۷       | تله‌فیلم «حکم جلب»                        | بازیگر | احمد کاوری                | شبکه ۳                                                                  |
| ۱۳۸۶       | خط شکن                                   | بازیگر | مسعود تکاور               | شبکه ۵                                                                  |
| ۱۳۸۶       | تله‌فیلم «یغما»                           | بازیگر | محمود معظمی               | شبکه ۵                                                                  |
| ۱۳۸۶–۱۳۸۵  | شکر تلخ                                  | بازیگر | احمد کاوری                | محصول گروه فیلم و سریال شبکه ۲ و سیمای مرکز ایلام                       |
| ۱۳۸۵       | پول کثیف                                 | بازیگر | جواد افشار                | شبکه ۵                                                                  |
| ۱۳۸۵       | تله‌فیلم «تله روباه»                      | بازیگر | علیرضا اسحاقی             | شبکه ۳                                                                  |
| ۱۳۸۴       | تله فیلم الفبای مرگ                      | بازیگر | حمیدرضا محسنی             |                                                                         |
| ۱۳۸۳–۱۳۸۴  | تله‌فیلم «پیشنهاد بی شرمانه به نقاش مرده» | بازیگر | محسن اورنگ                |                                                                         |
| ۱۳۸۲       | معصومیت از دست رفته                      | بازیگر | داود میرباقری             | شبکه ۳ / در نقش «سعدون»                                                 |
| ۱۳۸۰       | تله‌فیلم «سلام بر صبح»                    | بازیگر | محسن میردامادی            |                                                                         |
| ۱۳۷۴–۱۳۸۰  | خورشید شب                                | بازیگر | سیروس مقدم فریبرز صالح    | شبکه ۲                                                                  |
| ۱۳۷۹       | تله تئاتر در پوست شیر                    | بازیگر | شهره لرستانی              |                                                                         |
| ۱۳۷۸       | دلبر آهنی                                | بازیگر | مهدی صباغ‌زاده             | در نوروز ۱۳۷۹ از شبکه ۵ پخش شد.                                         |
| ۱۳۷۸       | روح فراموشکار                            | بازیگر | محمدعلی بهرامی            | این مجموعه پخش نشد.                                                     |
| ۱۳۷۷–۱۳۷۶  | برگ و باد                                | بازیگر | فیاض موسوی                | در برنامه سیمای خانواده شبکه ۱ پخش شد.                                  |
| ۱۳۷۶       | بومرنگ                                   | بازیگر | فیاض موسوی                | شبکه ۱                                                                  |
| ۱۳۷۴       | سواران دشت سرخ                           | بازیگر | حسین مختاری               |                                                                         |
| ۱۳۷۳       | میثاق خون                                | بازیگر | حسین مختاری               | در ۴ قسمت از شبکه ۱ پخش شد.                                             |
| ۱۳۷۲       | خورشید بر خاک                            | بازیگر | حسین مختاری               | شبکه ۲                                                                  |
| ۱۳۷۲       | حماسه ایثار                              | بازیگر | کاظم بلوچی                | شبکه ۱                                                                  |
| ۱۳۶۴       | جنگی برای فردا                           | بازیگر | مجید مظفری                | شبکه ۱ کارگردان تلویزیونی: «داود جم»                                    |
| ۱۳۶۳       | محله بهداشت                              | بازیگر | داریوش مؤدبیان حسین فردرو |                                                                         |
| ۱۳۶۲       | تله تئاتر ماه‌پنهان است                   | بازیگر | خسرو شایسته               | کارگردان تلویزیونی: «مسعود فروتن»                                       |
| ۱۳۶۱       | محله برو بیا                             | بازیگر | داریوش مؤدبیان            | در سال ۱۳۶۲ از شبکه ۲ پخش شد.                                           |
| ۱۳۵۹       | تله‌تئاتر «سنجاب‌ها»                       | بازیگر | محمود ابراهیم‌زاده         |                                                                         |

### شبکه خانگی
| سال  | نام    | سمت    | کارگردان       | نقش           |
| ---- | ------ | ------ | -------------- | ------------- |
| ۱۴۰۰ | جزیره  | بازیگر | سیروس مقدم     |               |
| ۱۳۹۲ | شاهگوش | بازیگر | داوود میرباقری | جلیل ساسانپور |

### فیلمنامه‌نویسی
- فانوس‌های رنگی[۱۹]

### تئاتر
- ویس و رامین (آربی اوانسیان ۱۳۴۸)
- عبادتی بر مصیبت حسین بن منصور (خجسته کیا ۱۳۴۹)
- پا انداز (هوشنگ توزیع ۱۳۵۰)
- خودت باش و عرقتو بخور (هوشنگ توزیع ۱۳۵۰)
- حالت چطوره مش رحیم (اسماعیل خلج ۱۳۵۰)
- ناگهان هذا حبیب اله (فرهاد مجدآبادی ۱۳۵۱)
- گلدونه خانم (اسماعیل خلج ۱۳۵۲)
- جمعه کشی (اسماعیل خلج ۵۴–۱۳۵۲)
- قمر در عقرب (اسماعیل خلج ۵۵–۱۳۵۲)
- شبیخون (سیروس ابراهیم‌زاده ۱۳۵۳)
- صندلی کنار پنجره بگذاریم (عباس نعلبندیان ۱۳۵۳)
- امشب شب مهتاب (آشور بانیپال بابلا (جشن هنر شیراز ۱۳۵۳)
- جان نثار (بیژن مفید ۱۳۵۴)
- رایش سوم (بیژن مفید ۱۳۵۴)
- ققنوس و بوتیمار (حسن ملکی ۱۳۵۴)
- دو خواهر (علیرضا رضایی ۱۳۵۴)
- آتراکیسیون (رضا ژیان ۱۳۵۵)
- آخر زمان (آشور بانیپال بابلا ۱۳۵۵)
- طاعون (آشور بانیپال بابلا ۱۳۵۶)
- شبات (اسماعیل خلج ۱۳۵۶)
- اژدها (صدرالدین زاهد ۱۳۵۷)
- بر دار شدن حسین بن حلاج (سیاوش طهمورث ۱۳۵۸)
- معرکه در معرکه (سیاوش طهمورث)
- سیرک باشکوه (صادق هاتفی ۱۳۵۹)
- باغ وحش شیشه‌ای (خسرو شجاع‌زاده ۱۳۶۶)
- توراندخت (رضا کرم‌رضایی ۱۳۶۷)
- سایه سیمرغ (سعید امیرسلیمانی ۱۳۶۸)
- آرتوراوئی (مجید جعفری ۱۳۷۹)
- مضحکه قمر در عقرب (شهره لرستانی ۸۰–۱۳۷۹)
- والس خداحافظی (امیر دری ۱۳۸۱)
- مرغ مینا (تاجبخش فنائیان ۱۳۸۸)

## جوایز و افتخارات
| سال  | فیلم  | رده                        | جایزه      | نتیجه | بازنده به                      |
| ---- | ----- | -------------------------- | ---------- | ----- | ------------------------------ |
| ۱۳۸۳ | بوتیک | بهترین بازیگر نقش مکمل مرد | تندیس زرین | نامزد | پارسا پیروزفر برای مهمان مامان |